# Wiktor Żylin
Wiktor Stepanowycz Żylin, ukr. Віктор Степанович Жилін, ros. Виктор Степанович Жилин, Wiktor Stiepanowicz Żilin (ur. 9 stycznia 1923 w Taganrogu, w obwodzie rostowskim, Rosyjska FSRR, zm. 14 października 2009 w Borodziance, Ukraina) – ukraiński piłkarz grający na pozycji obrońcy, a wcześniej napastnika, trener piłkarski.

## Kariera piłkarska

### Kariera klubowa
Wychowanek miejscowego klubu Krylja Sowietow Taganrog, w którym rozpoczął karierę piłkarską. Po ataku Niemiec na ZSRR wstąpił do Armii Czerwonej. Po wojnie kontynuował występy w klubach Dinamo Kursk i Dinamo Woroneż, skąd w 1947 przeszedł do Dynama Kijów. W 1949 został najlepszym strzelcem Dynama. Potem długo rehabilitował się po ciężkiej kontuzji. Występował również w klubach Zenit Leningrad i Daugava Ryga. W 1954 zakończył karierę piłkarską w OBO Kijów.

## Kariera trenerska
Po zakończeniu kariery piłkarskiej ukończył Wyższą Szkołę Trenerską oraz Instytut Kultury Fizycznej i Sportu w Kijowie. Pracę trenerską rozpoczął w amatorskim zespole Awiazawodu Kijów. Następnie trenował kluby Łokomotyw Winnica, Awanhard Charków, Zirka Kirowohrad, Dniprowec Dnieprodzierżyńsk, Start Kijów, Awtomobilist Żytomierz, Czornomoreć Odessa, Metałurh Zaporoże, Szachtar Oleksandria, Spartak Iwano-Frankiwsk, Nywa Winnica, Krywbas Krzywy Róg, Maszynobudiwnyk Borodzianka, Dnipro Czerkasy, Schid Kijów i Systema-Boreks Borodzianka.
Jego uczniami byli m.in. Wiktor Prokopenko, Wałerij Porkujan, Semen Altman, Jewhen Kotelnykow, Łeonid Buriak.
14 października 2009 zmarł w wyniku ciężkiej choroby.

## Sukcesy i odznaczenia

### Sukcesy klubowe
- wicemistrz ZSRR: 1952

### Sukcesy trenerskie
- mistrz Ukraińskiej SRR: 1959 (z Łokomotywem Winnica)
- zdobywca Amatorskiego Pucharu Ukraińskiej SRR: 1986 (z Maszynobudiwnykem Borodzianka)

### Odznaczenia
- tytuł Mistrza Sportu ZSRR: 1962
- tytuł Zasłużonego Trenera Ukrainy: 1967